# Trayon Bobb
Trayon Bobb (Georgetown, 5 novembre 1993) è un calciatore guyanese, centrocampista del Western Tigers e della nazionale guyanese.